# アン/ペア
『アン／ペア』は、KinKi Kidsによる43枚目のCDシングル。2021年7月21日にジャニーズ・エンタテイメント・レコードから発売。

## 解説
ジャニーズ事務所初のデュオでありながら、“ペアになれない”という意味のタイトル作を、24年前に『硝子の少年』『A album』をリリースしたCDデビュー日でもある7月21日に発売。切なさや儚さを歌ったミディアムナンバーで、前作『KANZAI BOYA』からは約1年ぶりのリリースとなる。発売形態は初回盤A（CD+Blu-ray）、初回盤A（CD+DVD)、初回盤B（CD+Blu-ray）、初回盤B（CD+DVD）、通常盤（CDのみ）。
ミュージックビデオでは、無数の階段に囲まれた空間で、同じ楽曲にもかかわらず2人が別々のダンスをするという初の試みが行われており、光一の振付はYOSHIEが、剛の振付はSAYAが担当した。初回盤Aに付属するBlu-rayまたはDVDには「光一ver.」「剛ver.」が収められるため、それぞれのダンスも堪能できるようになっている。

### 特典・仕様
※（CD+Blu-ray）と（CD+DVD）は共通デザイン
店舗・ECサイト先着購入特典
- 初回盤A：クリアファイル-KinKi Kids 7.21 Ver.-A（A4サイズ）
- 初回盤B：クリアファイル-KinKi Kids 7.21 Ver.-B（A4サイズ）
- 通常盤：クリアファイル-KinKi Kids 7.21 Ver.-C（A4サイズ）

仕様
- 初回盤A：3面6Pジャケット
- 初回盤B：2面4Pジャケット
- 通常盤：3面6Pジャケット

## チャート成績
初週17.1万枚を売り上げ、2021年8月2日付けオリコンシングルランキングで第1位を獲得。自身が持つ歴代1位記録である「デビューからのシングル連続1位獲得作品数」を43作に、「シングル1位獲得連続年数」を25年連続にそれぞれ更新した。
Billboard JAPANでは初週173,387枚売り上げ"Top Singles Sales"において週間1位を獲得。しかし総合ソング・チャートである“JAPAN HOT 100”ではシングル1位、ルックアップ2位、ラジオ12位、Twitter15位を記録したものの、ダウンロード、ストリーミング、動画再生指標の加点がゼロであることもあり、BTSの『Permission to Dance』に次いで2位となった。

## 収録曲

### 初回盤A

#### CD
1. アン／ペア
（作詞・作曲：堂島孝平 / 編曲：須藤優）
出版社：ブライト・ノート・ミュージック
2. アン／ペア（Summer Sounds Remix）
（作詞・作曲：堂島孝平 / 編曲：U-Key zone）
3. アン／ペア -Backing Track-

#### Blu-ray/DVD
1. 「アン／ペア」　Music Clip
2. 「アン／ペア」 光一ver.
3. 「アン／ペア」 剛ver.

### 初回盤B

#### CD
1. アン／ペア
2. SQUALL
（作詞・作曲：堂島孝平 / 編曲：Ikuta Machine）
出版社：ブライト・ノート・ミュージック

#### Blu-ray/DVD
1. プラグとコンセント

### 通常盤（CDのみ）
1. アン／ペア
2. Dandelion
（作詞：小出祐介 / 作曲：Kevin Charge・Ricky Hanley / 編曲：Kevin Charge）
出版社：TG PUBLISHING 301、HANLEY MUSIC LTD 302&ブライト・ノート・ミュージック（サブ出版社：日音 Synch事業部、ユニバーサル・ミュージック・パブリッシング Synch事業部&ブライト・ノート・ミュージック）
3. 群青の日々
（作詞：堂島孝平 / 作曲：Shusui・Samuel Waermo / 編曲：堂島孝平）
出版社：SWEMUSIC & SONGS 301&ブライト・ノート・ミュージック（サブ出版社：日音 Synch事業部&ブライト・ノート・ミュージック）

## 映像作品
- アン／ペア
  - KinKi Kids Concert 2023-2024 〜Promise Place〜